# Karel Skalička
Karel Skalička foi um jogador de xadrez da Tchecoslováquia com participação nas edições da Olimpíada de xadrez de 1931, 1933 e 1939 tendo conquistado três medalhas no total. Em participações individuais, conquistou a medalha de ouro em 1931 e por equipes as medalhas de bronze em 1931 e prata em 1933.